# Музаффар ибн Кайдар
Музаффар ибн Кайдар (араб. مظفر بن كيدر‎) — наместник Египта согдийского происхождения в Аббасидском халифате в IX веке и соратник Хайдара ибн Кавуса, подавивший восстание Бабека.

## Карьера
Первоначально Музаффар был назначен главой службы безопасности (шуртах) Египта своим отцом Кайдаром Насром ибн Абдаллахом, после того как последний стал губернатором провинции в 832 году. Однако, после смерти Кайдара, весной 834 года Музаффар сам принял на себя пост губернатора. Он немедленно приступил к подавлению восстания под предводительством Яхьи ибн аль-Вазира аль-Джарави, вспыхнувшего при жизни его отца, и разгромил повстанцев в битве при Тиннисе . Аль-Джарави был взят в плен, а его последователи рассеялись, положив конец восстанию.
Согласно египетскому летописцу аль-Кинди, Музаффар был первым правителем Египта, произносившим такбир во время пятничной молитвы . Его деятельность в отношении михны, которая в то время проводилась в провинциях халифата, является предметом обсуждения; Ибн Тагрибирди сообщил, что он проверял улемов  на сотворенность Корана,  но это может быть повторением событий, которые произошли во время правления его отца.
Летом 834 года тюркский полководец Ашинас получил надзор над Египтом от аль-Мутасима, и его имя упоминалось в молитвах по всей провинции. Вскоре после этого Музаффар был уволен Ашинасом с поста губернатора и заменен Мусой ибн Аби аль-Аббасом. После увольнения он отбыл из Египта, а в 837 году упоминается как офицер аль-Афшина во время войны против Бабака аль-Хуррами.